# Mini mum
Mini mum (лат.) — вид лягушек семейства узкоротов. Эндемик Мадагаскара.
Вид описан в 2019 году и является типовым для нового рода Mini.
Окраска тела коричневого цвета с более светлыми пятнами. Это одна из самых маленьких лягушек в мире. Самец достигает длины тела 9,7 миллиметров, самка — 11,3 миллиметров.
Mini mum известен только из заповедника Манумбу на юго-востоке Мадагаскара. Лягушка была обнаружена в лесных районах на высоте около 100 метров над уровнем моря. В виду чрезвычайно ограниченного ареала, биологи, исследовавшие лягушек, предлагают классифицировать вид как «находящийся под угрозой исчезновения» (CR).